# Norbanus thekkadiensis
Norbanus thekkadiensis är en stekelart som beskrevs av Sureshan 2003. Norbanus thekkadiensis ingår i släktet Norbanus och familjen puppglanssteklar. Inga underarter finns listade i Catalogue of Life.